# Teoría de conjuntos de Von Neumann-Bernays-Gödel
La teoría de conjuntos de von Neumann-Bernays-Gödel (denotada NBG) es una teoría de conjuntos axiomática. Su noción primitiva es la de clase, en lugar de conjunto como en la teoría de Zermelo-Fraenkel (denotada ZF). A diferencia de otras teorías de conjuntos, NBG es finitamente axiomatizable.

## Ontología
Siendo una teoría de conjuntos, las nociones primitivas de NBG son clase X y pertenencia ∈. Sin embargo, aun cuando las clases retienen su significado como «colecciones de objetos», se reserva la palabra conjunto para un tipo especial de clases con una propiedad adicional:
| (NBG) Un conjunto X es una clase que está contenida en alguna otra clase: {\displaystyle {\text{cto}}X\equiv {\text{ Existe }}Y{\text{ tal que }}X\in Y} |

A las clases que no son conjuntos se las denomina clases propias. Entre las clases propias se encuentran la clase universal V, la clase de todos los ordinales On, etc. Sin embargo, los axiomas de NBG postulan algunas propiedades sólo para conjuntos —no para cualquier clase— , de tal modo que en NBG se evitan las clásicas paradojas de la teoría de conjuntos.

## Axiomas

### Notación
En los axiomas de NBG se distingue entre clase y conjunto, y habitualmente se utilizan letras minúsculas para especificar conjuntos:
| Las expresiones {\displaystyle \forall x\,\alpha {\text{ , }}\exists x\,\alpha } donde α es una fórmula cualquiera, son abreviaturas para {\displaystyle \forall x,\,{\text{cto}}\,x\rightarrow \alpha {\text{ , }}\exists x:{\text{cto}}\,x\wedge \alpha } |

### Axiomas generales
El primer grupo de axiomas es básicamente equivalente a sus correspondientes versiones en ZF.
- Extensionalidad. Dos clases son iguales si y sólo si tienen los mismos elementos.

{\displaystyle \forall X,Y:X=Y\leftrightarrow \forall z(z\in X\leftrightarrow z\in Y)}

- Par. Dados dos conjuntos existe un tercero que los contiene sólo a ambos:

{\displaystyle \forall X,Y\;\exists Z:\forall W(W\in Z\leftrightarrow W=X\vee W=Y)}

- Unión. Dados dos conjuntos, existe un tercero que contiene a los elementos de ambos:

{\displaystyle \forall X,Y\,\exists Z:\forall w(w\in Z\leftrightarrow w\in X\vee w\in Y)}

- Conjunto vacío. Existe un conjunto sin elementos:

{\displaystyle \exists X\,\forall y:y\notin X}

- Reemplazo. Dada una clase F que sea una función, la imagen de un conjunto cualquiera por F es también un conjunto:[1]

{\displaystyle \forall F\,,\ {\text{Fun}}\,F\Rightarrow \forall x\exists y:\,\forall z,z\in y\leftrightarrow \exists w\in xz=F(w)\wedge {\text{cto}}F(x)}

Esta formulación del axioma de reemplazo está comprendida en una única sentencia, a diferencia de la formulación habitual en ZF que es un esquema axiomático.

### Axiomas de formación de clases
NBG tiene la propiedad particular de ser finitamente axiomatizable, esto es, puede establecerse con un número finito de axiomas. ZF no comparte esta propiedad, pues su axioma de reemplazo es en realidad un esquema axiomático, una afirmación del tipo: «Dada una fórmula φ(x) la siguiente sentencia es un axioma de ZF...». En NBG también puede utilizarse un esquema de formación de clases a partir de una fórmula dada, pero es posible demostrar dicho esquema a partir de una colección finita de casos particulares:
- Intersección. Dadas dos clases existe una tercera que contiene los elementos comunes a ambas:

{\displaystyle \forall XY\,\exists Z,\,\forall w(w\in Z\leftrightarrow w\in X\wedge w\in Y)}

- Complemento. Dada una clase existe otra que contiene todos conjuntos que no están en la primera:

{\displaystyle \forall X\,\exists Y,\,\forall z(z\in Y\leftrightarrow z\notin X)}

- Pertenencia. Existe la clase de la relación binaria de pertenencia entre conjuntos:

{\displaystyle \exists X\,\forall uv,\,(u,v)\in X\leftrightarrow u\in v}

- Dominio. El dominio —entendido en el sentido del dominio de una función— de una clase siempre existe:

{\displaystyle \forall X\,\exists Y\,\forall u(u\in Y\leftrightarrow \exists v\,(u,v)\in X)}

- Producto cartesiano. Dada una clase X, existe otra que contiene todos los pares ordenados con primeros elementos en X:

{\displaystyle \forall X\,\exists Y\,\forall uv,\,(u,v)\in Y\leftrightarrow u\in X}

Y por último dos axiomas que permutan las n-tuplas ordenadas de una clase dada de diversas maneras:
- Permutación 1.

{\displaystyle \forall X\,\exists Y\,\forall uvw,\,(u,v,w)\in Y\leftrightarrow (w,u,v)\in X}

- Permutación 2.

{\displaystyle \forall X\,\exists Y\,\forall uvw,\,(u,v,w)\in Y\leftrightarrow (u,w,v)\in X}

De este modo, combinando estos «casos particulares» con los axiomas generales puede demostrarse un esquema axiomático para fórmulas que hablen solamente de conjuntos:
| Esquema de formación de clases Dada una fórmula φ(X1, ..., Xn) —con al menos las variables libres indicadas— cuyas únicas variables cuantificadas son conjuntos, la expresión {\displaystyle \exists X\,\forall x_{1},\ldots ,x_{n},\,(x_{1},\dots ,x_{n})\in X\leftrightarrow \varphi (x_{1},\ldots ,x_{n})} es un teorema de NBG. |

Si se prescinde de estos axiomas y en su lugar se adopta el esquema de formación de clases, se obtiene una axiomatización alternativa de NBG, pero no finita. Si se elimina de estos axiomas la restricción a fórmulas sin variables de clase cuantificadas se obtiene la teoría de conjuntos de Morse-Kelley.

### Axiomas adicionales
Además de estos axiomas iniciales, es necesaria una serie de axiomas para que la teoría de conjuntos contenga los aspectos estándar que se usan en la matemática. 
- Partes. Dado un conjunto, existe otro formado por la totalidad de los subconjuntos del primero:

{\displaystyle \forall x\,\exists y,\,\forall z(z\in y\leftrightarrow z\subseteq x)}

- Infinito. Existe un conjunto inductivo:

{\displaystyle \exists x,\varnothing \in x\wedge \forall y\in x,\,y\cup \{y\}\in x}

- Regularidad. Toda clase no vacía contiene una clase disjunta consigo misma:

{\displaystyle \forall X\,\exists \,Y\in X,\,X\cap Y=\varnothing }

El axioma de elección puede añadirse también a la lista:
- Elección. Dado un conjunto, existe una función de elección sobre sus elementos no vacíos:[1]

{\displaystyle \forall x\,\exists f,\,{\text{Fun}}\,f\wedge {\text{Dom}}\,f=x\wedge \forall u\in x,\,\,u\neq \varnothing \rightarrow f(u)\in u}